# Albolote
Albolote er en by og kommune i det sydøstlige Spanien i provinsen Granada. Den har et indbyggertal på 19.587 (2024) indbyggere.